# Giuliano Zaccardelli
Giuliano Zaccardelli (Prezza, 1947) è un poliziotto italiano naturalizzato canadese.
È stato il primo italo-canadese ad essere nominato Comandante della Royal Canadian Mounted Police. Ha ricoperto questo incarico del 2 settembre 2000 al 15 dicembre 2006. Nell'aprile 2008 è stato nominato Direttore di OASIS Africa dell'Interpol e nell'ottobre 2009 Direttore di Strategic Planning Directorate di Interpol.

## Biografia
Zaccardelli emigrò in Canada all'età di 7 anni. Visse a Montréal.
Nel 1970 si arruolò nella Royal Canadian Mounted Police e fu assegnato a St. Paul, Alberta. Fu trasferito a Toronto nel 1974, e successivamente a Calgary nel 1981. Divenne ufficiale nel 1986, assegnato a Ottawa e Nuovo Brunswick. Nel 1993 divenne Sovraintendente Capo del Quebec. Nel 1998 divenne responsabile del Quartiere Generale Nazionale. Il 2 settembre 2000 fu nominato ventesimo Comandante della Royal Canadian Mounted Police. Egli gestì i cambiamenti fatti nella polizia canadese a seguito degli attentati dell'11 settembre 2001. Ricevette numerose onorificenze canadesi e straniere. Comunque divenne anche il primo Comandante nella storia della Royal Canadian Mounted Police forzato a dimettersi a causa di controversie legate al suo servizio.